# Hepler (Kansas)
Hepler – miasto położone w hrabstwie Crawford.